# Воронин, Алексей Леонидович
Алексе́й Леони́дович Воро́нин (1917—1998) — советский дипломат. Чрезвычайный и полномочный посол.

## Биография
Член ВКП(б). На дипломатической работе с 1944 года.
- В 1944 году — сотрудник центрального аппарата НКИД СССР.
- В 1944—1945 годах — сотрудник консульства СССР в Исфахане (Иран).
- В 1945—1949 годах — сотрудник Посольства СССР в Иране.
- В 1949—1953 годах — сотрудник центрального аппарата МИД СССР.
- В 1953—1955 годах — сотрудник Посольства СССР в Иране.
- В 1955—1957 годах — на ответственной работе в центральном аппарате МИД СССР.
- В 1957—1960 годах — советник Посольства СССР в Иране.
- В 1960—1962 годах — советник Отдела стран Среднего Востока МИД СССР.
- В 1962—1964 годах — советник посольства СССР в Турции.
- С 26 ноября 1964 по 30 июля 1968 года — чрезвычайный и полномочный посол СССР в Гвинее[1].
- В 1969—1972 годах — заведующий Отделом стран Среднего Востока МИД СССР.
- С 21 ноября 1972 по 8 июня 1978 года — чрезвычайный и полномочный посол СССР в Иордании[2].
- В 1978—1982 годах — на ответственной работе в центральном аппарате МИД СССР.

С 1982 года — в отставке.
Похоронен на Ваганьковском кладбище.